# Saint-Martin-de-Valamas
Pour les articles homonymes, voir Saint-Martin.
Saint-Martin-de-Valamas est une commune française située dans le département de l'Ardèche, en région Auvergne-Rhône-Alpes.

## Géographie

### Situation et description
Positionnée sur le rebord oriental du Massif central, dans une petite région montagneuse du territoire ardéchois des Boutières à l'est du massif du Mézenc, Saint-Martin-de-Valamas est une petite commune à l'aspect essentiellement rural, rattachée à la communauté de communes Val'Eyrieux, positionnée dans la partie septentrionale du département.

### Communes limitrophes
| - OpenStreetMap Limites communale. |

Saint-Martin-de-Valamas est limitrophe de sept communes, toutes situées dans le département de l'Ardèche et réparties géographiquement de la manière suivante :

### Climat
Pour des articles plus généraux, voir Climat d'Auvergne-Rhône-Alpes et Climat de l'Ardèche.
En 2010, le climat de la commune est de type climat méditerranéen franc, selon une étude du CNRS s'appuyant sur une série de données couvrant la période 1971-2000. En 2020, Météo-France publie une typologie des climats de la France métropolitaine dans laquelle la commune est exposée à un climat de montagne ou de marges de montagne et est dans la région climatique Sud-est du Massif Central, caractérisée par une pluviométrie annuelle de 1 000 à 1 500 mm, minimale en été, maximale en automne.
Pour la période 1971-2000, la température annuelle moyenne est de 10,9 °C, avec une amplitude thermique annuelle de 16,5 °C. Le cumul annuel moyen de précipitations est de 1 343 mm, avec 9 jours de précipitations en janvier et 5,9 jours en juillet. Pour la période 1991-2020, la température moyenne annuelle observée sur la station météorologique de Météo-France la plus proche, « Cheylard Sa », sur la commune du Cheylard à 6 km à vol d'oiseau, est de 12,2 °C et le cumul annuel moyen de précipitations est de 1 178,7 mm,. Pour l'avenir, les paramètres climatiques de la commune estimés pour 2050 selon différents scénarios d'émission de gaz à effet de serre sont consultables sur un site dédié publié par Météo-France en novembre 2022.

### Hydrographie
Traversée par l'Eyrieux, un affluent du Rhône, le territoire de Saint-Martin-de-Valamas se situe également aux confluences de cette rivière avec deux de ses affluents, l'Eysse et la Saliouse.

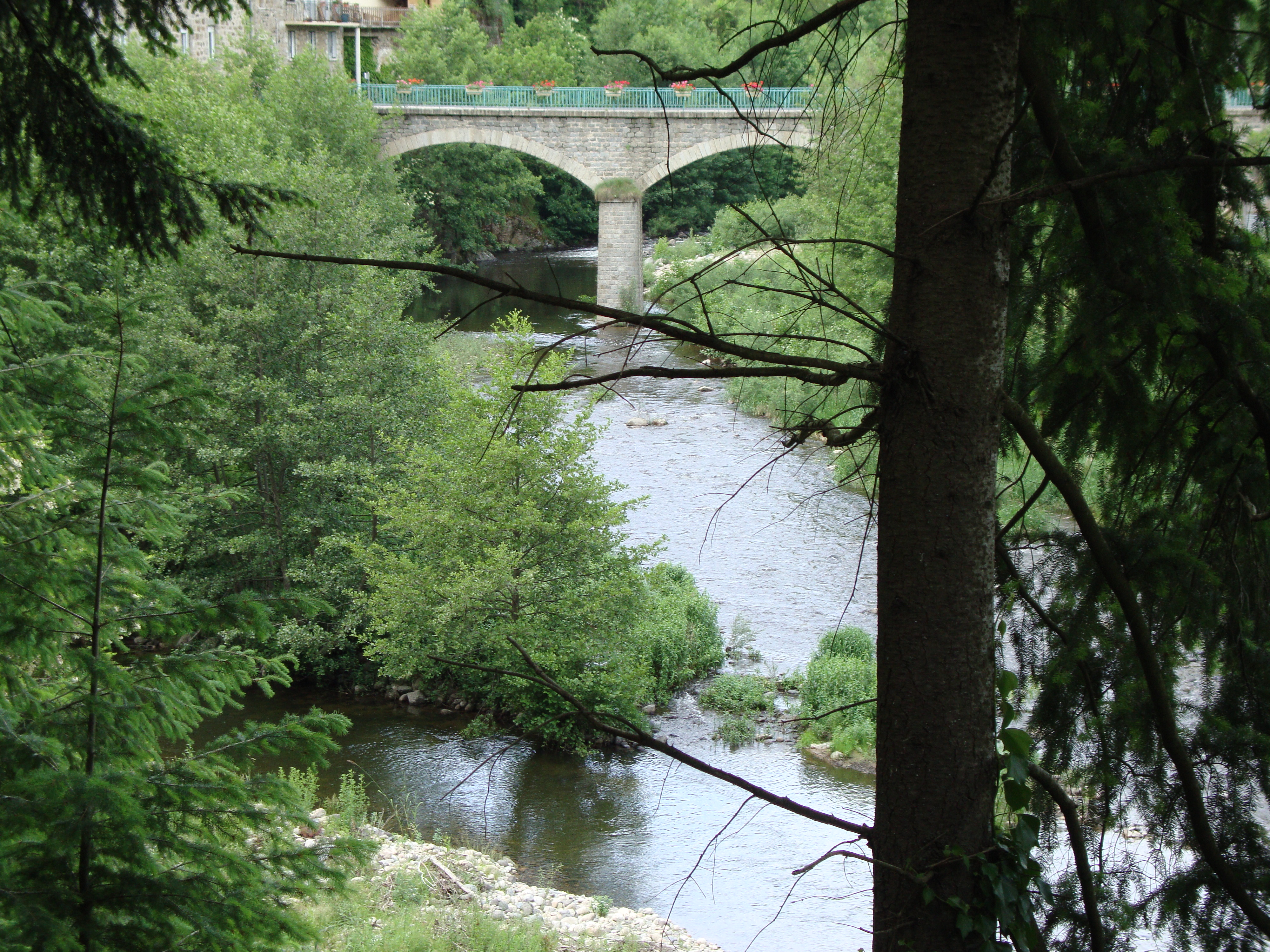
L'Eyrieux et l'Eysse (à gauche)
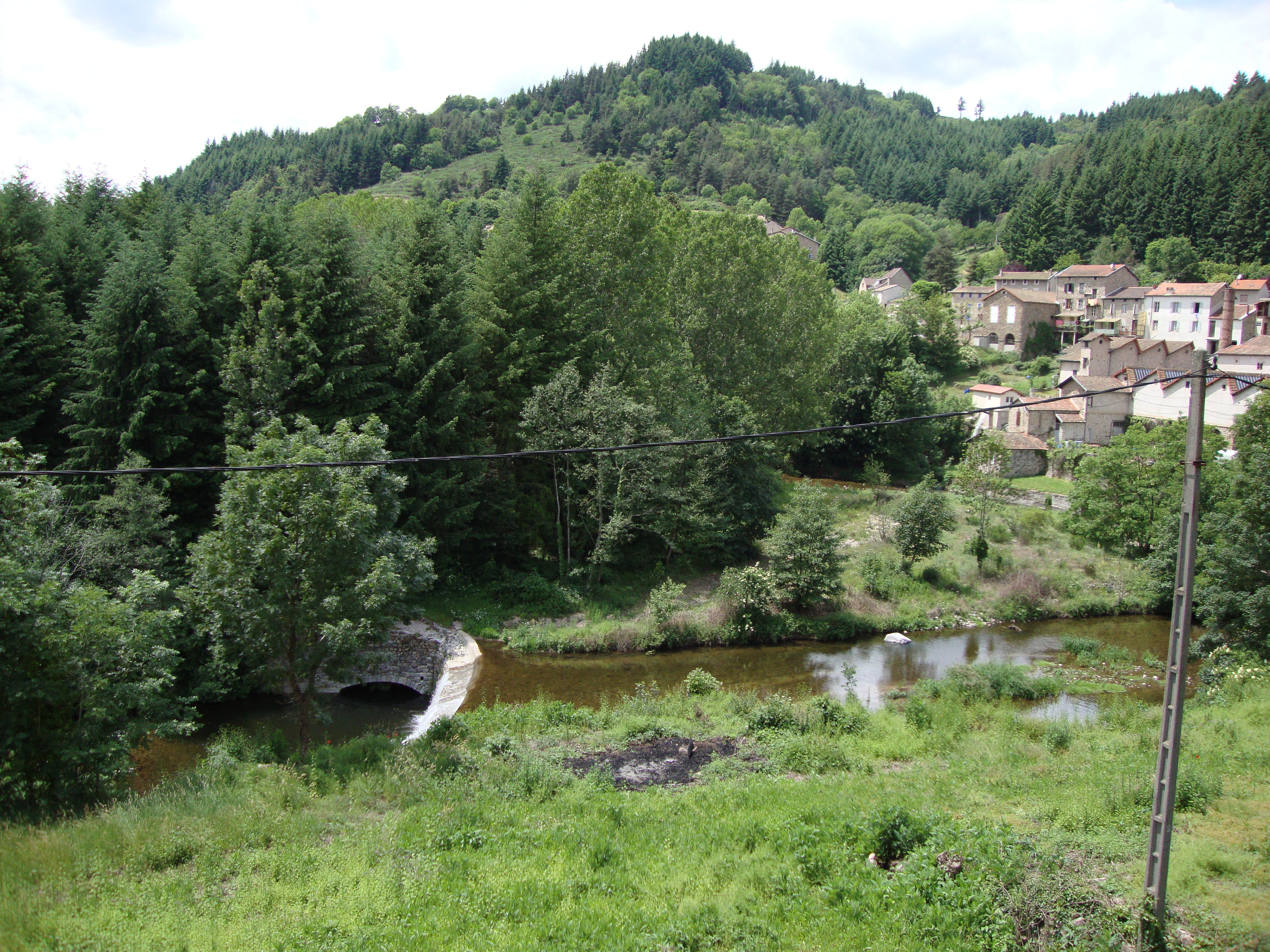
L'Eysse.
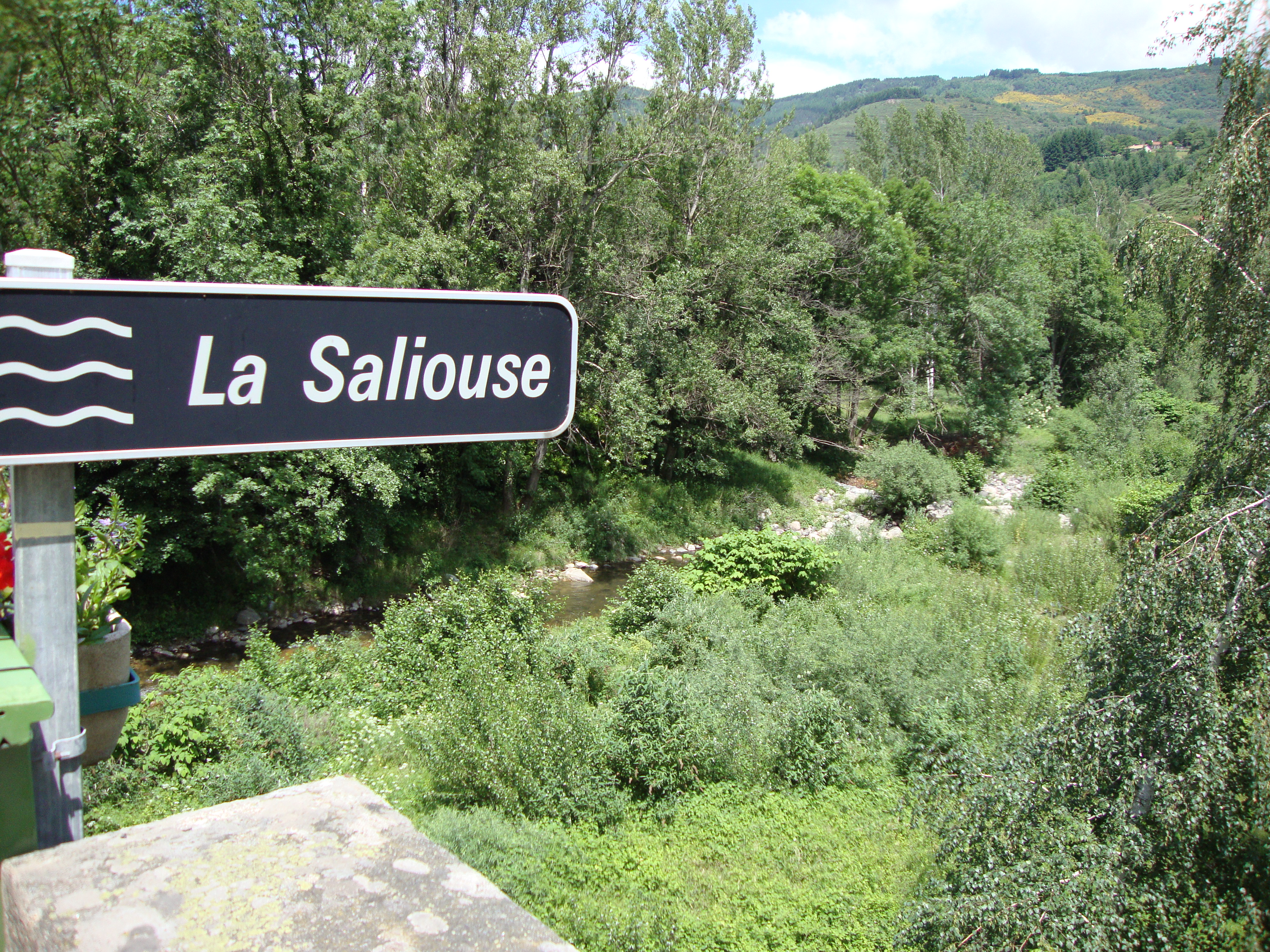
La Saliouse.

### Voies de communication
La RD120 qui traverse le bourg communal permet de relier les villes du Cheylard, Dunière-sur-Eyrieux et La Voulte-sur-Rhône dans la vallée du Rhône en se raccordant à l'ancienne route nationale 86 devenue RD86 à la suite de son déclassement.

## Urbanisme

### Typologie
Au 1er janvier 2024, Saint-Martin-de-Valamas est catégorisée commune rurale à habitat dispersé, selon la nouvelle grille communale de densité à 7 niveaux définie par l'Insee en 2022.
Elle est située hors unité urbaine. Par ailleurs la commune fait partie de l'aire d'attraction du Cheylard, dont elle est une commune de la couronne,. Cette aire, qui regroupe 20 communes, est catégorisée dans les aires de moins de 50 000 habitants,.

### Occupation des sols
L'occupation des sols de la commune, telle qu'elle ressort de la base de données européenne d’occupation biophysique des sols Corine Land Cover (CLC), est marquée par l'importance des forêts et milieux semi-naturels (74,2 % en 2018), une proportion sensiblement équivalente à celle de 1990 (73,9 %). La répartition détaillée en 2018 est la suivante : 
forêts (59,2 %), milieux à végétation arbustive et/ou herbacée (15 %), prairies (13,8 %), zones agricoles hétérogènes (7,8 %), zones urbanisées (2,8 %), zones industrielles ou commerciales et réseaux de communication (1,5 %).
L'évolution de l’occupation des sols de la commune et de ses infrastructures peut être observée sur les différentes représentations cartographiques du territoire : la carte de Cassini (XVIIIe siècle), la carte d'état-major (1820-1866) et les cartes ou photos aériennes de l'IGN pour la période actuelle (1950 à aujourd'hui).

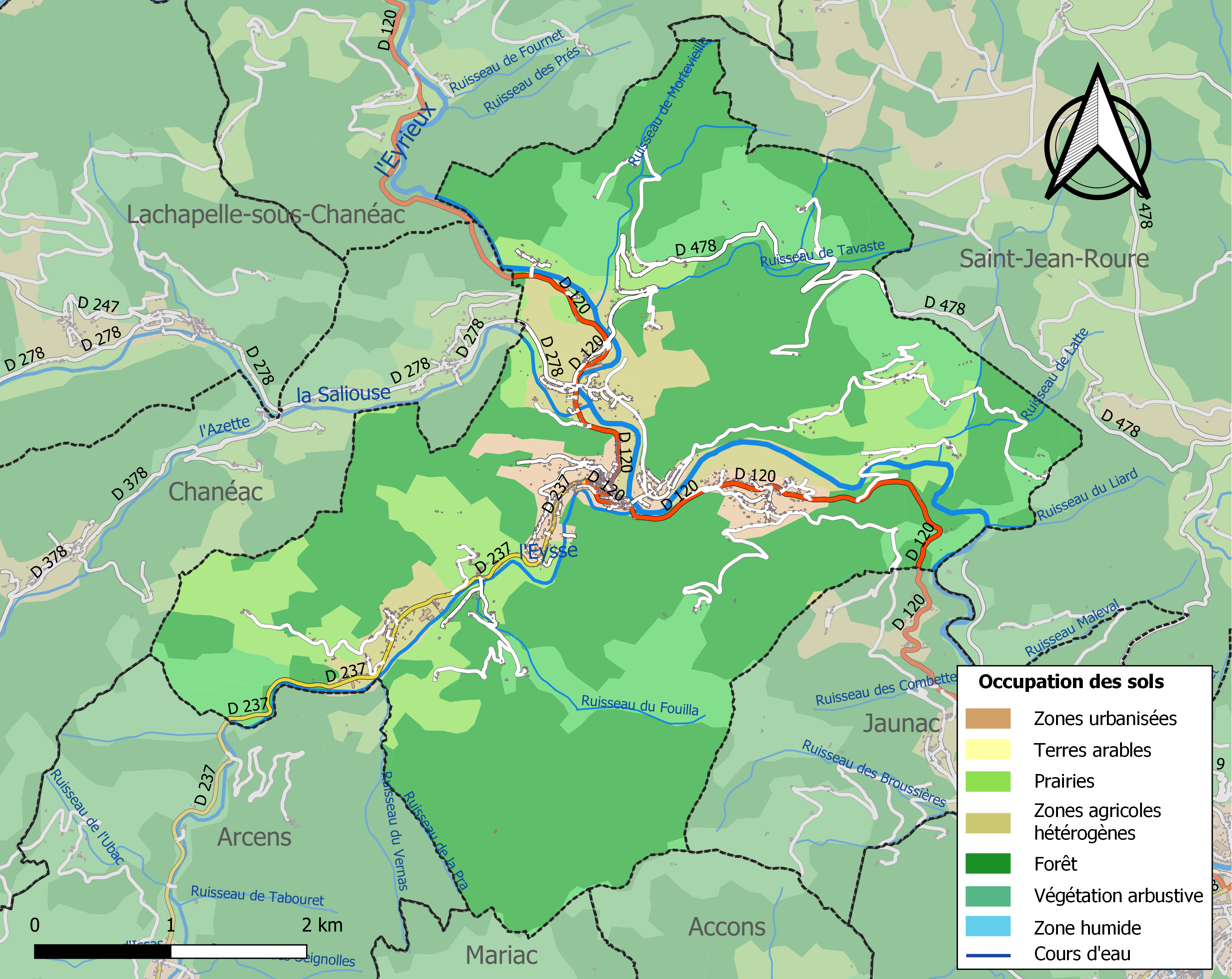
Carte des infrastructures et de l'occupation des sols de la commune en 2018 (CLC).

### Risques naturels

#### Risques sismiques
L'ensemble du territoire de la commune de Saint-Martin-de-Valamas est situé en zone de sismicité no 2 (sur une échelle de 5), comme la plupart des communes situées sur le plateau et la montagne ardéchoise.
| Type de zone | Niveau           | Définitions (bâtiment à risque normal) |
| ------------ | ---------------- | -------------------------------------- |
| Zone 2       | Sismicité faible | accélération = 1,1 m/s2                |

## Politique et administration

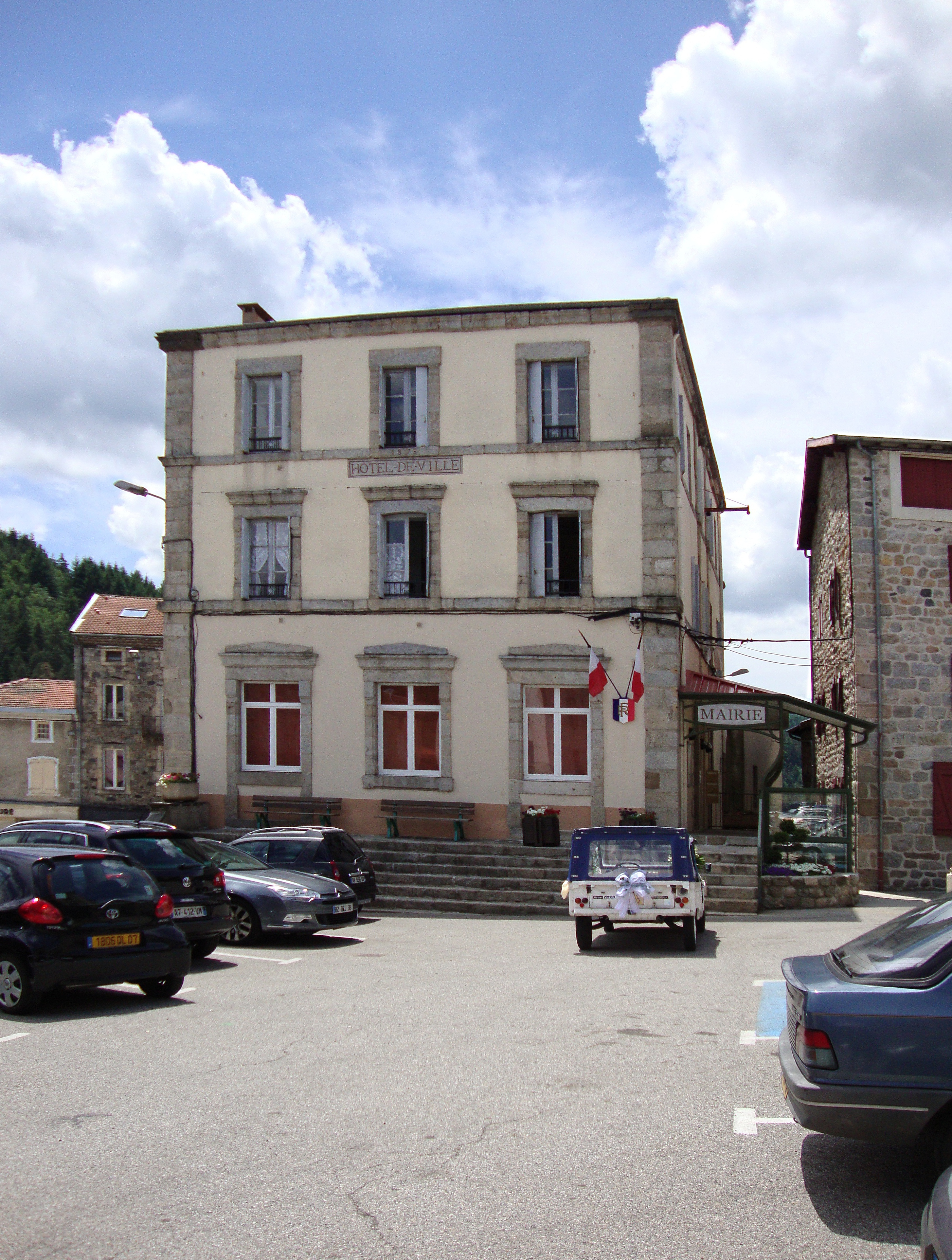
Mairie de Saint-Martin-de-Valamas

### Liste des maires
| Période                                  | Période                       | Identité         | Étiquette   | Qualité                                                                                |
| ---------------------------------------- | ----------------------------- | ---------------- | ----------- | -------------------------------------------------------------------------------------- |
| Les données manquantes sont à compléter. |                               |                  |             |                                                                                        |
| 1952                                     | mars 1977                     | Jean Debard      | DVD puis RI | Commerçant Suppléant de Pierre Cornet de 1967 à 1968 Conseiller général de 1973 à 1992 |
| mars 1977                                | juin 1995                     | Régis Fayard     | RI puis UDF | Négociant Suppléant de Pierre Cornet de 1968 à 1978                                    |
| juin 1995                                | 22 mars 2008                  | Roland Veuillens | DVG         | Agent général d'assurances Conseiller général de 1998 à 2010                           |
| 22 mars 2008                             | 29 mars 2014                  | Yves Le Bon      | DVD         | Ingénieur Agronome                                                                     |
| 29 mars 2014                             | mai 2020                      | Simon Chapus     | DVG         | Retraité                                                                               |
| mai 2020                                 | En cours (au 16 octobre 2020) | Yves Le Bon      | DVD         | Retraité                                                                               |

## Population et société

### Démographie
L'évolution du nombre d'habitants est connue à travers les recensements de la population effectués dans la commune depuis 1793. Pour les communes de moins de 10 000 habitants, une enquête de recensement portant sur toute la population est réalisée tous les cinq ans, les populations de référence des années intermédiaires étant quant à elles estimées par interpolation ou extrapolation. Pour la commune, le premier recensement exhaustif entrant dans le cadre du nouveau dispositif a été réalisé en 2008.

En 2022, la commune comptait 1 084 habitants, en évolution de −3,99 % par rapport à 2016 (Ardèche : +2,48 %, France hors Mayotte : +2,11 %).
| 1793  | 1800  | 1806  | 1821  | 1831  | 1836  | 1841  | 1846  | 1851  |
| ----- | ----- | ----- | ----- | ----- | ----- | ----- | ----- | ----- |
| 2 110 | 2 085 | 2 012 | 2 007 | 1 893 | 1 980 | 1 973 | 1 963 | 2 097 |

| 1856  | 1861  | 1866  | 1872  | 1876  | 1881  | 1886  | 1891  | 1896  |
| ----- | ----- | ----- | ----- | ----- | ----- | ----- | ----- | ----- |
| 2 064 | 2 047 | 1 852 | 2 187 | 2 149 | 2 402 | 2 506 | 2 457 | 2 521 |

| 1901  | 1906  | 1911  | 1921  | 1926  | 1931  | 1936  | 1946  | 1954  |
| ----- | ----- | ----- | ----- | ----- | ----- | ----- | ----- | ----- |
| 2 660 | 2 620 | 2 670 | 2 456 | 2 389 | 2 379 | 2 163 | 1 896 | 1 771 |

| 1962  | 1968  | 1975  | 1982  | 1990  | 1999  | 2006  | 2008  | 2013  |
| ----- | ----- | ----- | ----- | ----- | ----- | ----- | ----- | ----- |
| 1 742 | 1 625 | 1 640 | 1 516 | 1 386 | 1 299 | 1 284 | 1 279 | 1 171 |

| 2018  | 2022  | - | - | - | - | - | - | - |
| ----- | ----- | - | - | - | - | - | - | - |
| 1 102 | 1 084 | - | - | - | - | - | - | - |

### Évènements
- Le festival de musique présente pendant 3 jours du jeudi soir au samedi soir des artistes et groupes. Entrée gratuite. (Fin juillet à début août).
- Le Festival du bijou présente les bijoux fabriqués par les industriels locaux.
- Salon du livre et de la carte postale (fin septembre et début octobre[19]).
- Fête du fin gras du Mézenc (juin).
- Foire biologique (août)

### Enseignement
La commune est rattachée à l'académie de Grenoble.

### Médias
Deux organes de presse écrite sont distribués dans la commune :
- L'Hebdo de l'Ardèche

Il s'agit d'un journal hebdomadaire français basé à Valence et diffusé à Privas depuis 1999. Il couvre l'actualité pour tout le département de l'Ardèche.
- Le Dauphiné libéré

Il s'agit d'un journal quotidien de la presse écrite française régionale distribué dans la plupart des départements de l'ancienne région Rhône-Alpes, notamment l'Ardèche. La commune est située dans la zone d'édition du Nord-Ardèche (Annonay - Le Cheylard).

### Cultes
La communauté catholique et l'église paroissiale (propriété de la commune) dépendent de la paroisse Notre-Dame des Boutières, elle-même rattachée au diocèse de Viviers.

## Économie
Un point de transmission en fibre optique d'importance nationale de France Télécom est implanté dans la commune.

## Culture locale et patrimoine

### Lieux et monuments
- Les ruines du château de Rochebonne. Ce château fort fut érigé aux XIe et XIIIe siècles. Il offre une vue panoramique sur la chaîne des Boutières ainsi que sur Saint-Martin-de-Valamas et sur la vallée de l'Eyrieux. Pour vous rendre au château de Rochebonne, au départ du centre de Saint-Martin-de-Valamas, il vous faut prendre la rue du Garail en direction de Saint-Agrève (D 120). Puis vous suivez la rue jusqu'à l'intersection de la D 278 où vous continuer la D 120 en direction de Saint-Agrève. Vous bifurquerez sur la D 478 en direction de Saint-Jean-Roure puis vous continuerez sur cette route jusqu'au château de Rochebonne.
- Le chateau de Valamas, aujourd'hui propriété privée, ancienne demeure des familles Blanc de Molines et Blanc de Loire jusqu'en 1899. Probablement érigé au XVe siècle.
- Le plan d'eau de Saint-Martin-de-Valamas est un endroit de baignade durant l'été avec un maître nageur.
- La rue des Puces était la route principale jusqu'en 1881. Elle se situe en plein milieu de l'ancien village. C'est une rue qui existe encore mais maintenant la RD 120 contourne le village car la pente était très raide.
- La place et son église est situé au-dessus de la RD 120 qui traverse le village.
- Église Saint-Martin de Saint-Martin-de-Valamas.

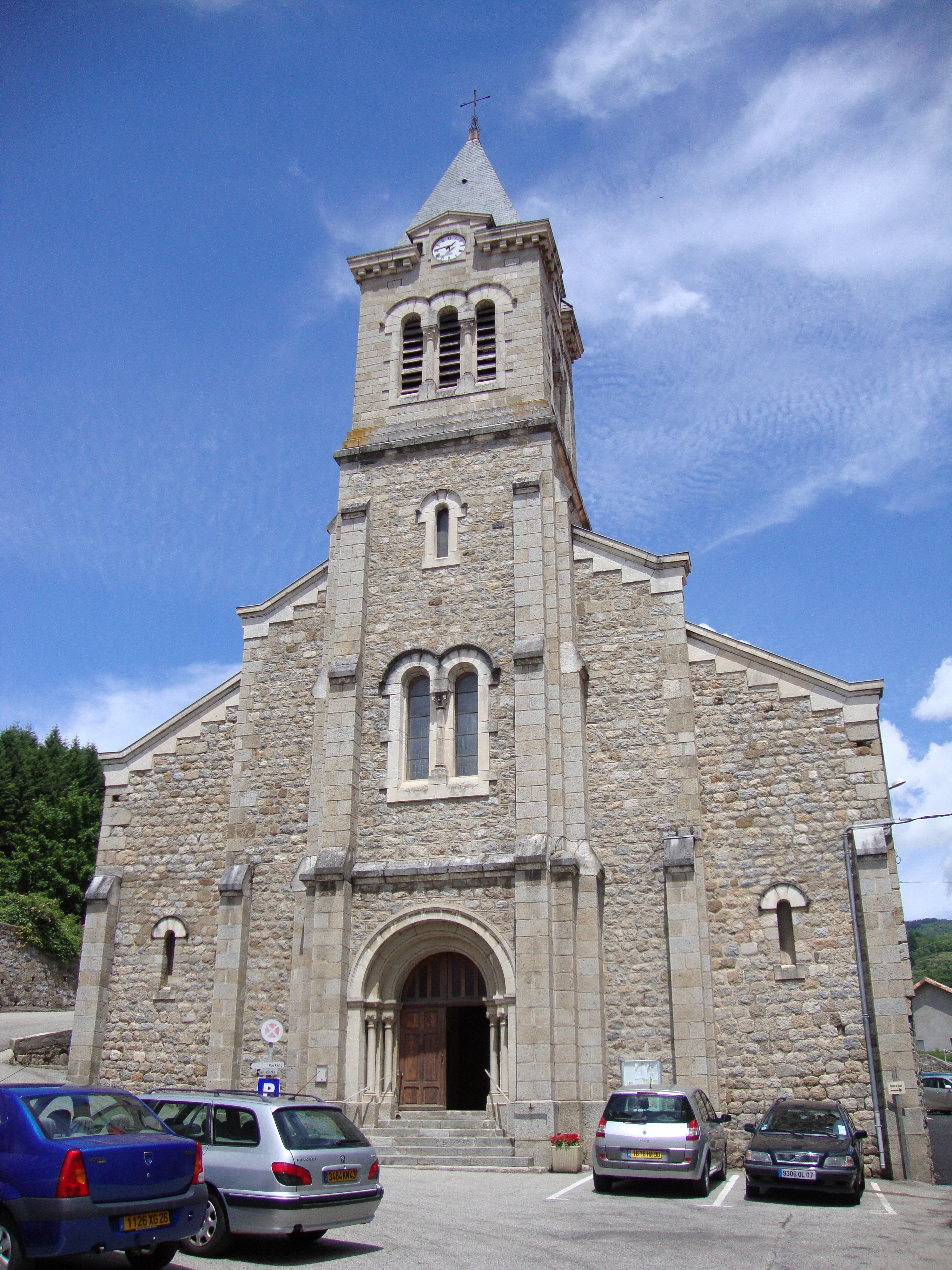
L'église.
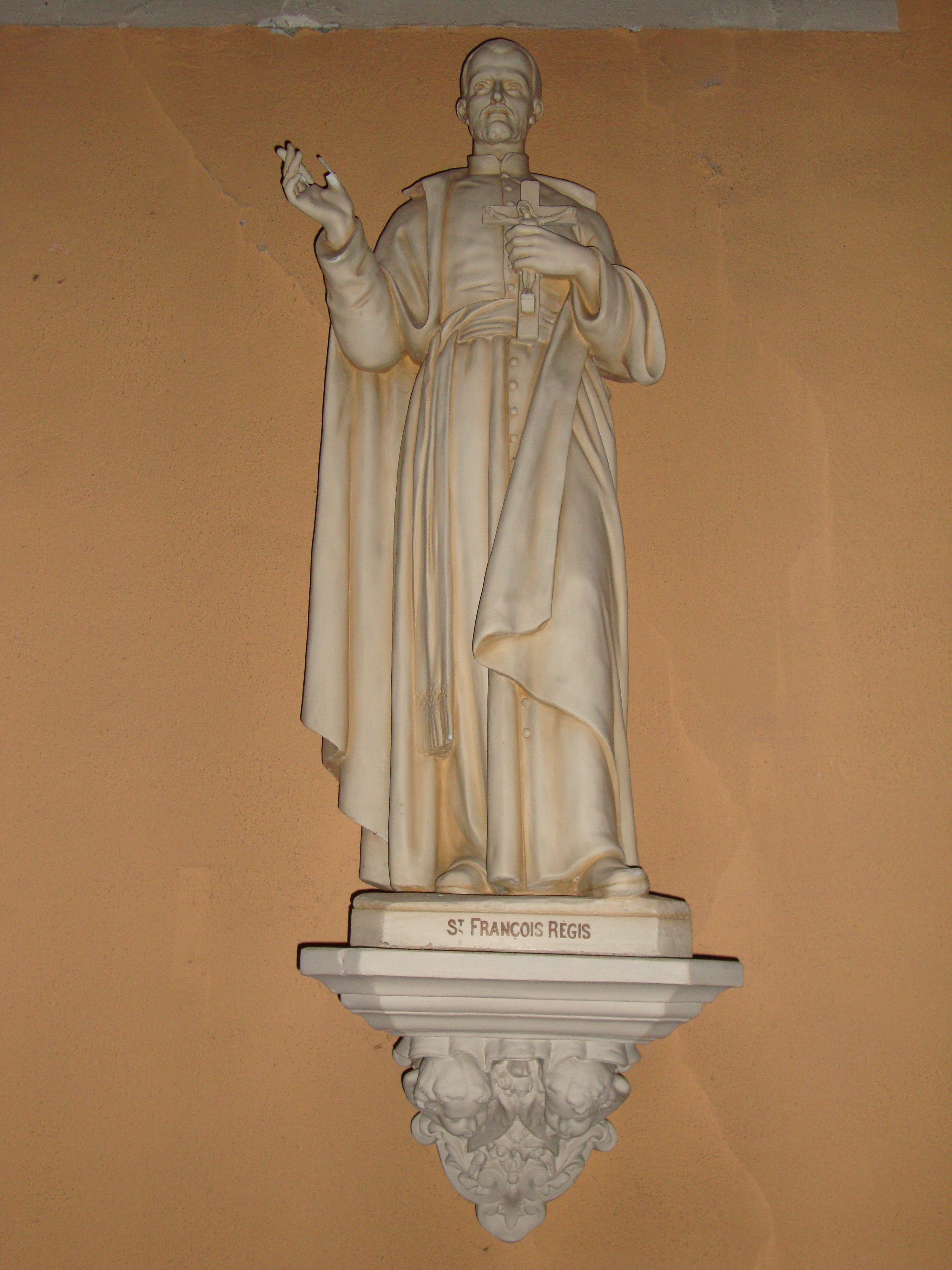
Statue de saint Jean-François Régis.
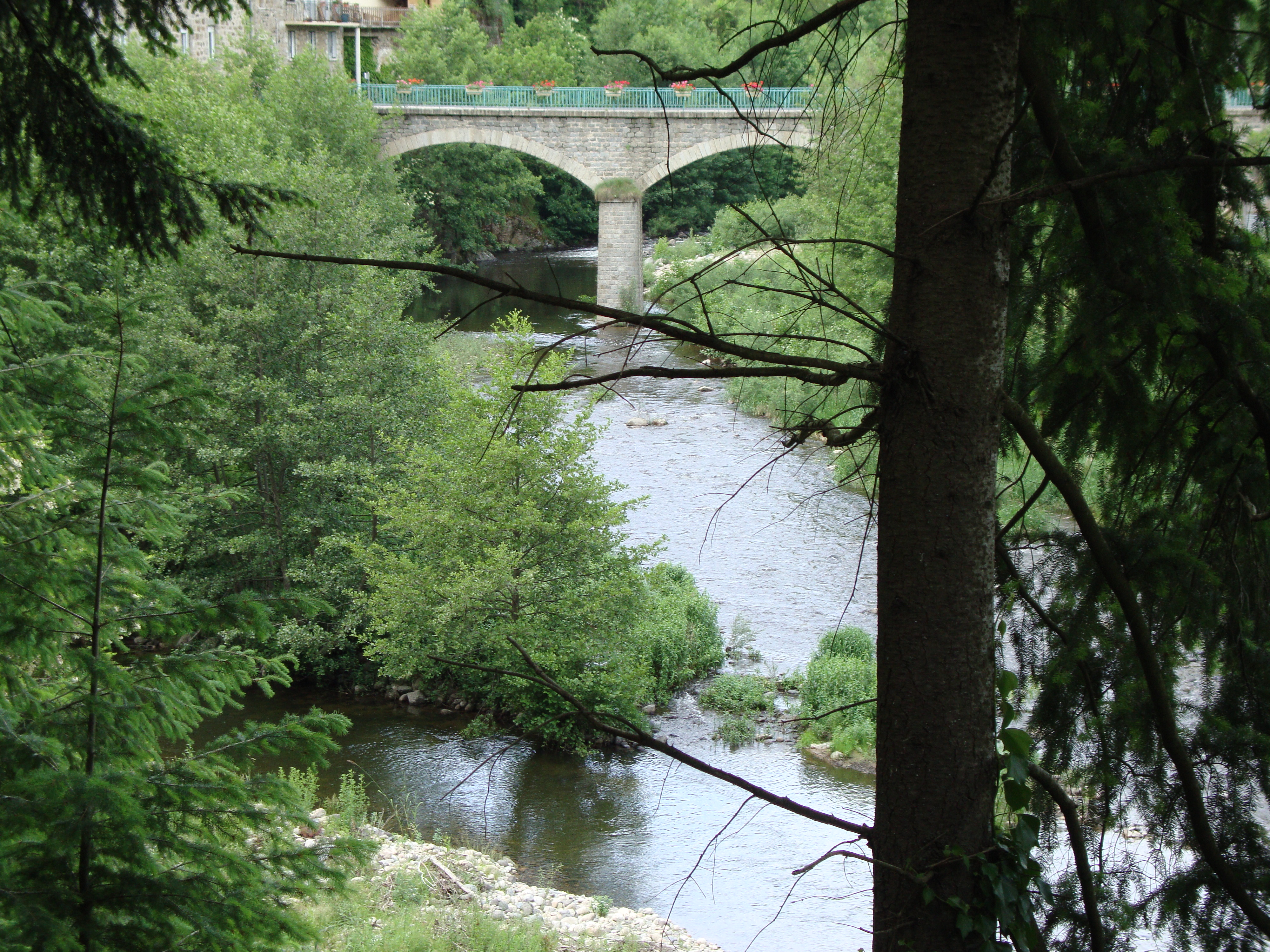
L'Eysse (à gauche) affluent dans l'Eyrieux (avec pont).
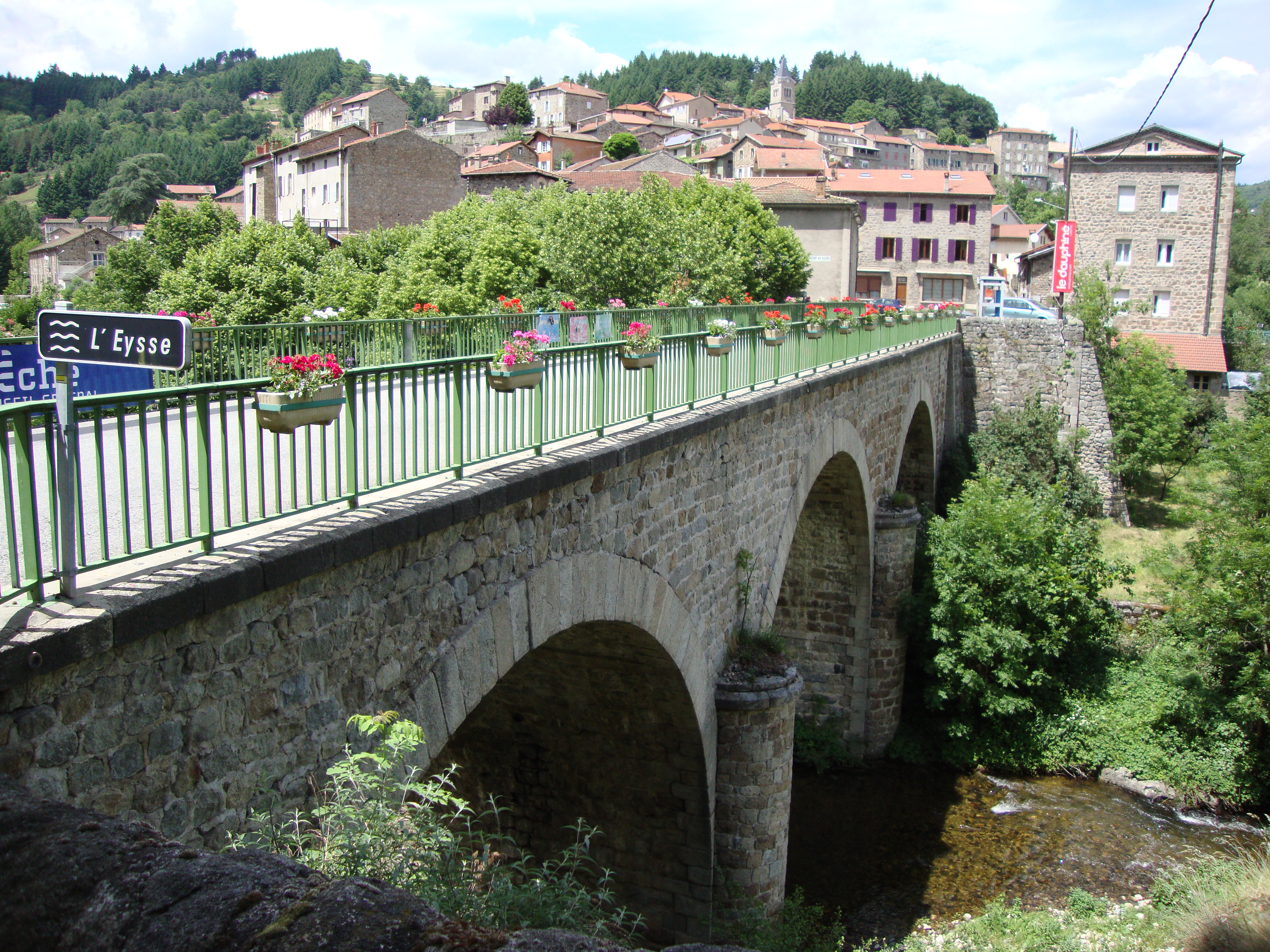
Pont sur l'Eysse.
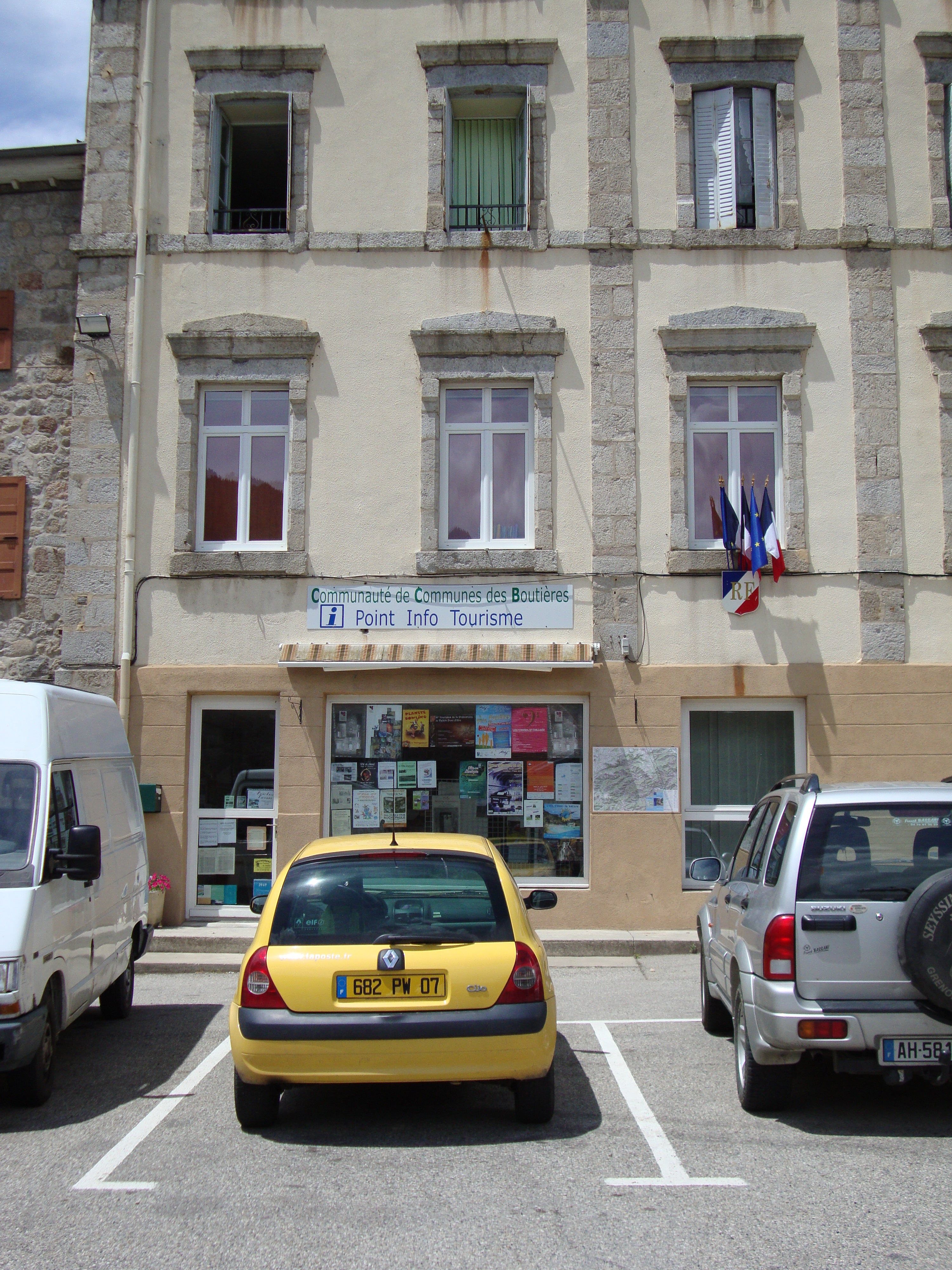
La maison Communauté des Communes des Boutières.
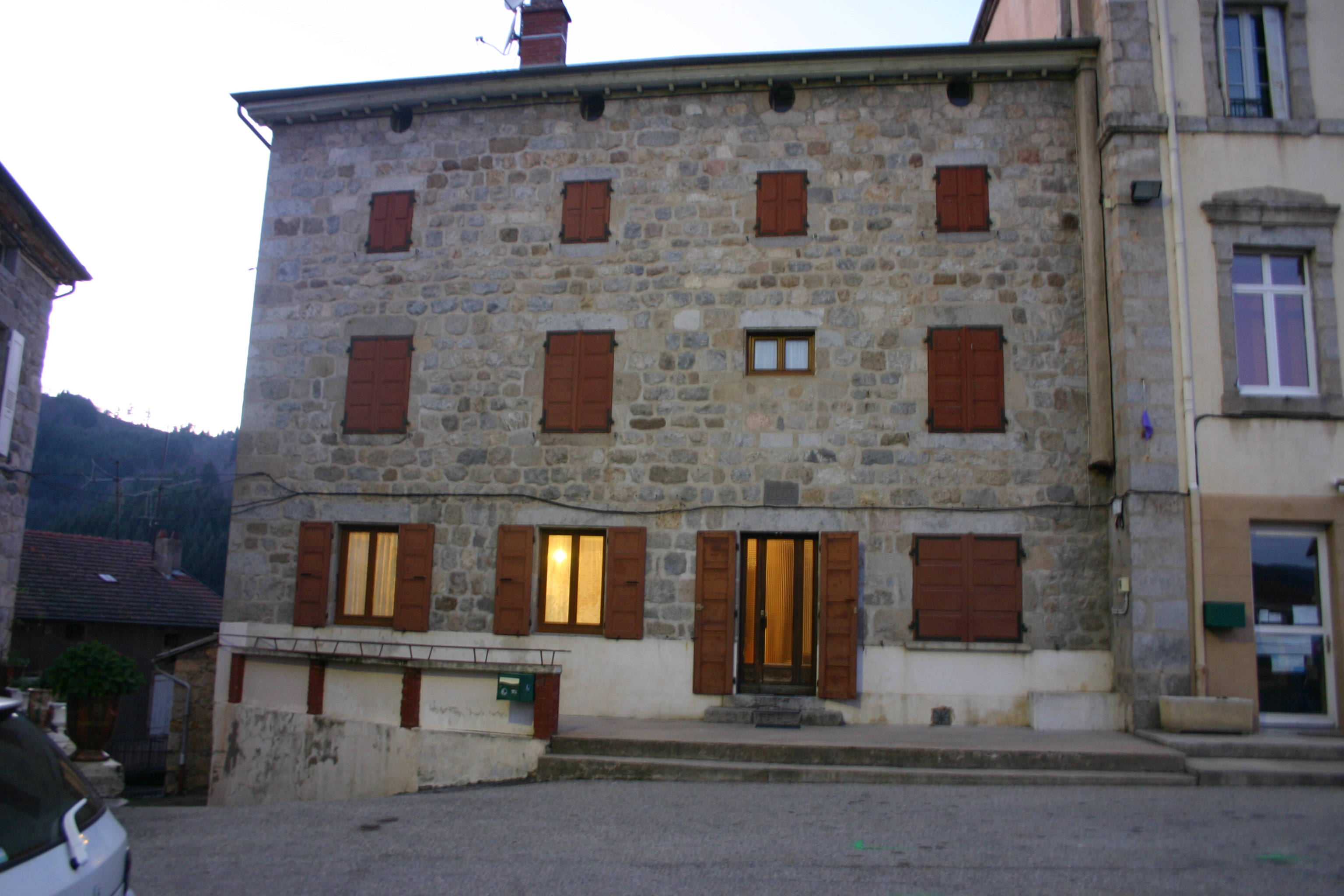
Maison sur la place.

### Patrimoine culturel

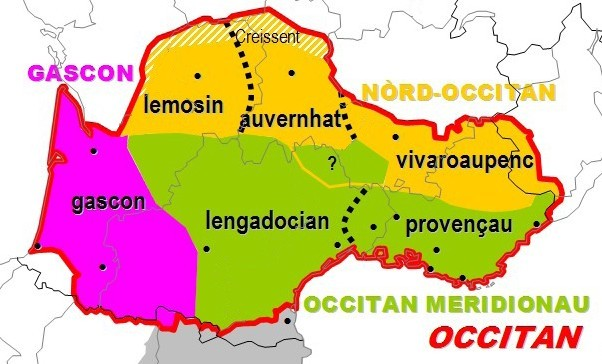
Zone du vivaro-alpin (Pierre Bec).

Linguistiquement et historiquement, le territoire de Saint-Martin-de-Valamas est situé dans la zone linguistique du Vivaro-alpin, variété du nord-occitan qui est utilisé dans la majeure partie de l'Ardèche, dans les Alpes du Sud en France et dans les vallées orientales du Piémont, en Italie.

### Personnalités liées à la commune
- Romain Cornut (1815-1874), natif de la commune, homme de lettres français.
- Ernest Morin-Latour (1834-1895), homme politique né et décédé à Livron, maire de Saint-Martin-de-Valamas en 1884, député de l'Ardèche.
- Martine Valmas, femme de lettre français

### Héraldique
| Blason de Saint-Martin-de-Valamas | Blason  | De gueules à l'agneau pascal d'argent, au chef d'or chargé de trois pommes de pin de sinople. |
| Blason de Saint-Martin-de-Valamas | Détails | Le statut officiel du blason reste à déterminer.                                              |